# Рауб, Максимилиан
Максимилиан Рауб (нем. Maximilian Raub; 13 апреля 1926) — австрийский гребец-байдарочник, выступал за сборную Австрии на всём протяжении 1950-х годов. Бронзовый призёр двух летних Олимпийских игр, чемпион мира, победитель многих регат национального и международного значения.

## Биография
Максимилиан Рауб родился 13 апреля 1926 года.
Первого серьёзного успеха на взрослом международном уровне добился в 1950 году, когда попал в основной состав австрийской национальной сборной и побывал на чемпионате мира в Копенгагене, откуда привёз две награды бронзового достоинства, выигранные в эстафете 4 × 500 метров и в зачёте двухместных байдарок на дистанции 500 метров.
Благодаря череде удачных выступлений удостоился права защищать честь страны на летних Олимпийских играх 1952 года в Хельсинки — вместе с напарником Хербертом Видерманом в двойках на тысяче метрах финишировал в финале третьим и завоевал тем самым бронзовую олимпийскую медаль (лучше него на финише были только экипажи из Финляндии и Швеции). Также они с Видерманом стартовали здесь в двойках на десяти километрах, но в решающем заезде пришли к финишу лишь четвёртыми позади Финляндии, Швеции и Венгрии, немного не дотянув до призовых позиций.
Став бронзовым олимпийским призёром, Рауб остался в основном составе гребной команды Австрии и продолжил принимать участие в крупнейших международных регатах. Так, в 1954 году он выступил на мировом первенстве во французском Маконе: выиграл бронзовую медаль в эстафете и одержал победу в десятикилометровой гонке двухместных экипажей. Будучи одним из лидеров австрийской национальной сборной, благополучно прошёл квалификацию на Олимпийские игры 1956 года в Мельбурне — в паре с тем же Хербертом Видерманом вновь участвовал в программе байдарок-двоек на дистанции 1000 метров и снова взял в финале бронзу — на сей раз его обошли экипажи из Объединённой германской команды и СССР.
За выдающиеся спортивные достижения Максимилиан Рауб награждён Почётным знаком «За заслуги перед Австрийской Республикой» в серебре (1967) и золоте (1992).